# Praia de Armação de Pêra
Praia de Armação de Pêra
A Praia de Armação de Pêra é uma praia situada na zona costeira da vila de Armação de Pêra, município de Silves, no Algarve, Portugal. É um areal extenso com águas calmas e de boa qualidade, cuja marginal tem esplanadas e restaurantes para todos os gostos.
Durante anos foi a eleita das famílias alentejanas abastadas para passar férias no litoral.

## Polémica sobre propriedade da Praia
A zona nascente do areal pertence desde 1913 à família Santana Leite, uma faixa que se estende por 31 696 m2, abrangendo a área reservada à pesca artesanal.

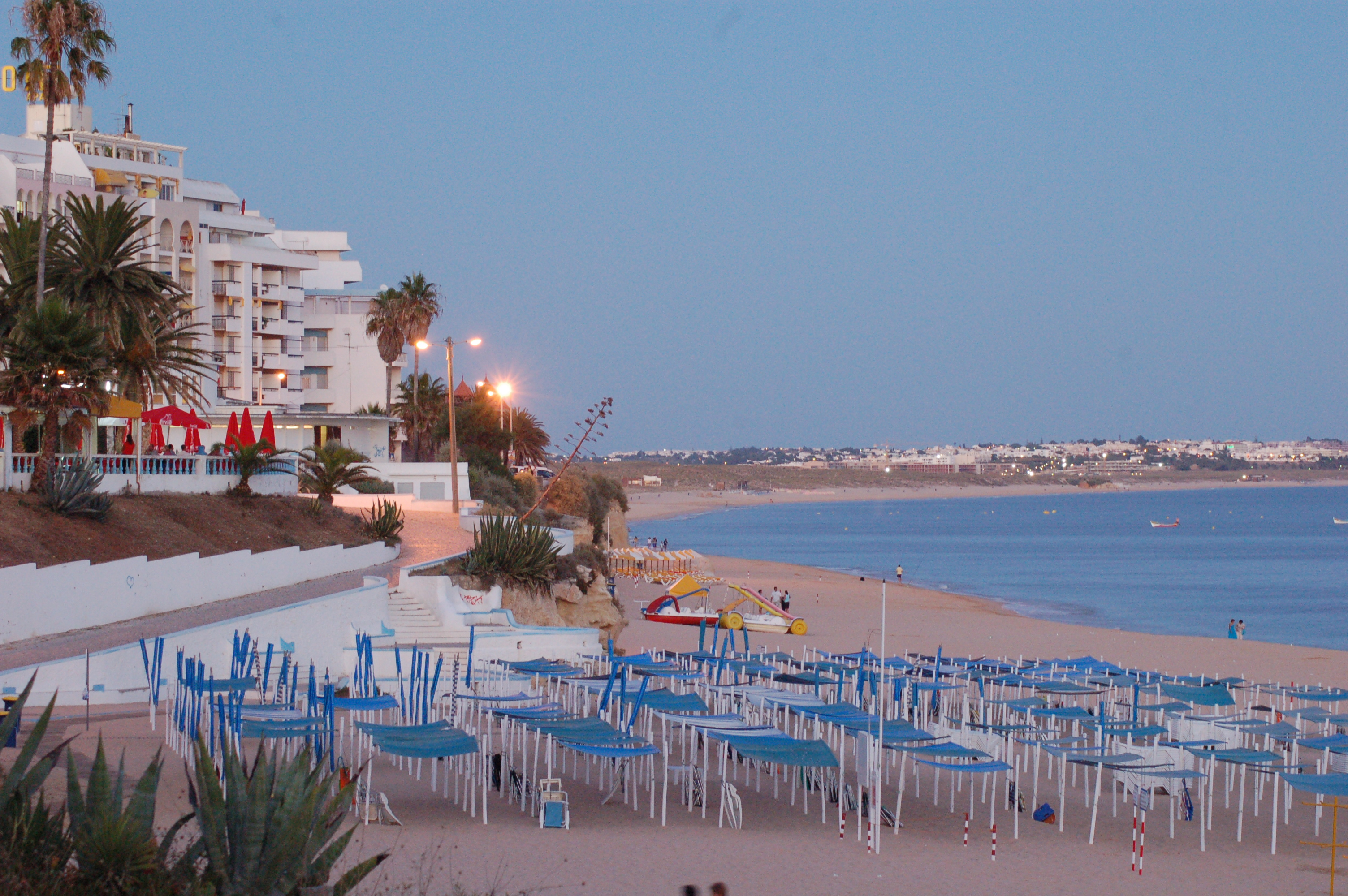
Praia de Armação de Pêra

Em 18 de dezembro de 2013 uma sociedade ligada ao grupo alemão Vila Vita Hotels pagou duzentos mil euros por cerca de três hectares da praia privada. A parcela de terreno será agora cedida ao Estado, depois de ser assinado, no próximo ano, um protocolo de permuta com o representante do grupo alemão, que entre vários investimentos em Portugal é proprietário do luxuoso resort Vila Vita Parc, em Alporchinhos, Porches, Lagoa. A extensa parcela de terreno, em plena praia dos pescadores, pertencia aos herdeiros da família Santana Leite. Além dos 200 mil euros, o investidor está ainda disponível a oferecer mais 300 mil para "requalificar a zona envolvente à praia, com a construção de um jardim ou um parque de estacionamento, e ajudar a transferência do clube Armacenenses para o novo campo", explicou o mesmo responsável. Em contrapartida, apenas exige a concessão do restaurante de praia Kubata e o reconhecimento da praia da Vila Vita, junto ao resort de luxo.
Em início de 2013, o administrador do Grupo Vila Vita comprou a praia por €200 mil, sem que o Governo exercesse o direito de preferência. Na altura, Manuel Cabral disse que entregaria a praia à autarquia depois de ali construir um novo restaurante. Em 2015 diz que não consegue fazê-lo, "porque há construções que têm de ser legalizadas".